# アコニット酸Δイソメラーゼ
アコニット酸Δイソメラーゼ(Aconitate Delta-isomerase、EC 5.3.3.7)は、以下の化学反応を触媒する酵素である。
trans-アコニット酸{\displaystyle \rightleftharpoons }cis-アコニット酸
従って、この酵素の基質はtrans-アコニット酸のみ、生成物はcis-アコニット酸のみである。
この酵素は異性化酵素、特にC=C結合を転移する分子内酸化還元酵素に分類される。系統名は、アコニット酸 Δ2-Δ3-イソメラーゼ(aconitate Delta2-Delta3-isomerase)である。